# Trichoxys abbreviatus
Trichoxys abbreviatus är en skalbaggsart som beskrevs av Bates 1880. Trichoxys abbreviatus ingår i släktet Trichoxys och familjen långhorningar.
Artens utbredningsområde är:
- Guatemala.
- Honduras.

Inga underarter finns listade i Catalogue of Life.